# Alois Broger
Alois Broger (* 5. Januar 1811 in Appenzell; † 17. November 1879 ebenda) war ein Schweizer katholisch-konservativer Politiker. Er vertrat den Kanton Appenzell Innerrhoden sowohl im Ständerat als auch im Nationalrat.

## Biografie
Der Sohn des Wirts Franz Anton Broger und von Josepha Rusch war beruflich als Tuchhändler tätig. Er absolvierte die Lateinschule in Appenzell sowie die Gymnasien in Fischingen, Einsiedeln und Fribourg. 1858 war er Mitbegründer von «Der Sentis», der ersten Zeitung im Kanton Appenzell Innerrhoden. 1870 gründete er den katholischen Gesellenverein, 1876 sowohl die Zeitung «Appenzeller Volksfreund» als auch die Ländliche Spar- und Leihkasse.
Broger war ein führender Katholisch-Konservativer. 1846 wählte ihn die Landsgemeinde in die Standeskommission, die Innerrhoder Kantonsregierung. Er amtierte zunächst als Zeugherr und von 1847 bis 1849 als Bauherr. Im Jahr 1859 zog er wieder in die Regierung ein, diesmal als Statthalter. Von 1865 bis zu seinem Tod war er schliesslich Landammann. Auf eidgenössischer Ebene vertrat er seinen Kanton von 1860 bis 1865 im Ständerat, danach bis 1879 im Nationalrat.